# Brachycephalus pitanga
Brachycephalus pitanga es una especie de anfibio anuro de la familia Brachycephalidae.

## Distribución geográfica
Esta especie es endémica del estado de São Paulo en Brasil. Habita a 920 m de altitud en São Luiz do Paraitinga y Ubatuba.

## Publicación original
- Alves, Sawaya, dos Reis & Haddad, 2009 : New species of Brachycephalus (Anura: Brachycephalidae) from the Atlantic rain forest in Sao Paulo State, southeastern Brazil. Journal of Herpetology, vol. 43, p. 212-219.[3]